# Каллиопа
Каллио́па (др.-греч. Καλλιόπη — «красноречивая») в древнегреческой мифологии — муза эпической поэзии, науки и философии. По этимологии Диодора, получила имя от возглашения прекрасного слова (καλή и εὐέπεια).
Старшая дочь Зевса и Мнемосины. Мать Орфея и Лина от Аполлона (или от Эагра). По одной из версий, мать Реса. По версии, родила от Аполлона Гомера. Иногда упоминается как мать корибантов.
По Гесиоду, выдаётся меж музами, шествует за царями. Её упоминают Алкман, Стесихор. К ней обращается Вергилий. Дионисий Медный в элегиях называл поэзию «криком Каллиопы».
Изображалась с восковыми табличками и стилусом (палочкой для письма). Почиталась в Локрах эпизефирских.
Именем Каллиопы назван астероид (22) Каллиопа, открытый в 1852 году. Именем музы также назван музыкальный инструмент каллиопа.

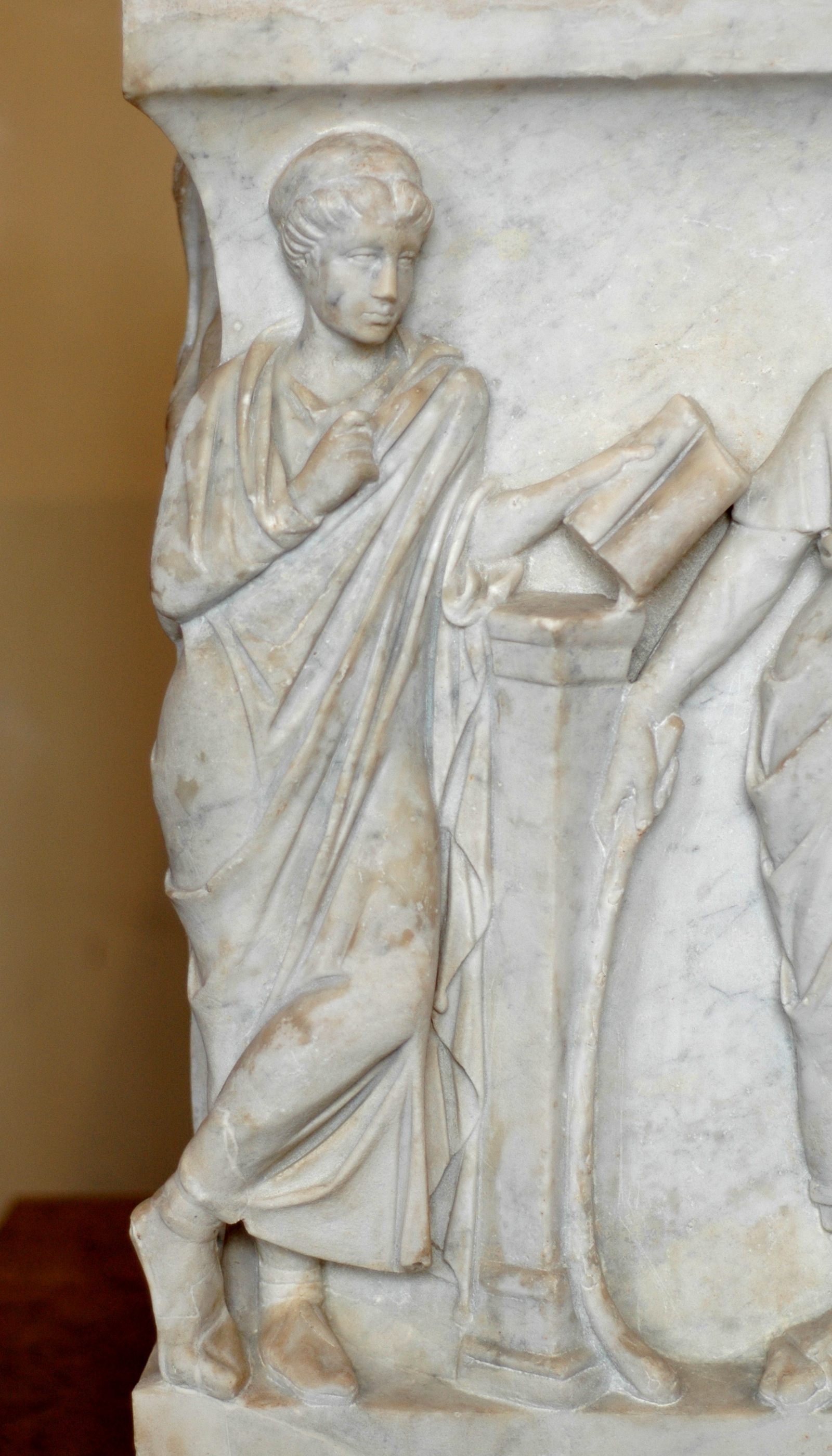
Каллиопа (II в. н. э., саркофаг из римского Via Ostiensis, ныне в Лувре)